# Stipa bungeana
Stipa bungeana är en gräsart som beskrevs av Carl Bernhard von Trinius. Stipa bungeana ingår i släktet fjädergrässläktet, och familjen gräs. Inga underarter finns listade i Catalogue of Life.